# Meroles suborbitalis
Meroles  es una especie de lagarto del género Meroles, familia Lacertidae, orden Squamata. Fue descrita científicamente por Peters en 1854.

## Descripción
La longitud hocico-respiradero en adultos es de 12-14 centímetros.

## Distribución
Se distribuye por Namibia, Sudáfrica y Botsuana.